# Marc Bruno Teste
Pour les articles homonymes, voir Teste.
Marc Bruno Teste, né le 4 février 1752 à Rive-de-Gier (Loire), mort le 15 juin 1826 à Guéret (Creuse), est un général français de la Révolution et de l’Empire.

## États de service
Il entre en service en mai 1770, comme fusilier au régiment d’Aquitaine-Infanterie.
Le 17 septembre 1792, il devient capitaine au 2e bataillon de volontaires de l’Allier, et il sert à l’armée du Rhin en 1792 et 1793. Il prend la tête de son bataillon lors de la défense de Landau après l’arrestation de son chef. 
Il est promu général de brigade provisoire le 25 septembre 1793, et il ne sera confirmé dans son grade qu’en avril 1794, lorsqu’il est démis de ses fonctions, pour maladie et incompétence. 
Le 21 mars 1794, il est remis en activité, comme adjoint au commissaire des guerres à Moulins, puis le 13 juin 1795, il est nommé commissaire des guerres de 2e classe à Bourges. Le 13 juin 1800, il occupe les mêmes fonctions à Guéret, avant de devenir commissaire des guerres de 1re classe le 11 novembre 1808 à Briançon. Il est admis à la retraite le 29 octobre 1814.
Il meurt le 15 juin 1826.

## Sources
- (en) « Generals Who Served in the French Army during the Period 1789 - 1814: Eberle to Exelmans »
- (pl) « Napoléon.org.pl »
- Georges Six, Dictionnaire biographique des généraux & amiraux français de la Révolution et de l'Empire (1792-1814), Paris : Librairie G. Saffroy, 1934, 2 vol., p. 489